# Coupe d'Afrique des nations féminine espoirs de hockey sur gazon 2024
Navigation
Ismaïlia 2023 2026
La Coupe d'Afrique des nations féminine espoirs de hockey sur gazon 2024 se déroule à Windhoek en Namibie parallèlement au tournoi masculin du 18 au 25 avril 2025.
L'Afrique du Sud décroche son 8e titre en battant la Namibie 0 - 5 en finale. Le Zimbabwe s'empare de la médaille de bronze après avoir battu l'Ouganda 6 - 1 en match pour la 3e place.
L'Afrique du Sud, la Namibie et le Zimbabwe se qualifient tous les trois pour la Coupe du monde féminine espoirs de hockey sur gazon 2025 qui se tiendra à Santiago au Chili du 1er au 13 décembre 2025.

## Changement de dates
Le 9 novembre 2024, alors que la compétition devait se tenir du 30 novembre au 8 décembre 2024, la Fédération africaine de hockey a décidé de reporter la compétition du 18 au 25 avril 2025 en raison du 49e congrès qui s'est tenu à Mascate dans le sultanat d'Oman,.

## Équipes qualifiées
Les 7 équipes ont été directemennt choisies par la Fédération africaine de hockey pour participer à la compétition. Le Ghana décide cependant de renoncer à la compétition à la suite de leurs niveaux financiers.
- Ghana
- Kenya
- Namibie
- Afrique du Sud
- Ouganda
- Zambie
- Zimbabwe

## Format
Sept équipes sont réparties en deux groupes de trois ou quatre équipes. Le format est celui d'un tournoi toutes rondes : chaque équipe joue un match contre les deux ou trois équipes du même groupe. Les deux premiers de chaque groupe se qualifient pour les demi-finales.
À la suite du forfait d'une équipe, les six équipes restantes sont finalement réparties en un seul groupe de six équipes.
À l'issue du premier tour:
- les deux premiers se qualifient pour la finale,
- et les deux suivants se qualifient pour le match pour la 3e place.

### Coupe du monde espoirs 2025
Six équipes concourent pour trois places directes à la Coupe du monde espoirs 2025. À la fin de la compétition, les deux finalistes et le vainqueur du match pour la 3e place se qualifient pour la Coupe du monde espoirs 2025.

### Critères de départage
En cas d'égalité de points entre plusieurs équipes, les critères suivants sont appliqués dans l'ordre indiqué pour établir leur classement:
1. Plus grand nombre de victoires,
2. Meilleure différence de buts,
3. Plus grand nombre de buts marqués,
4. Plus grand nombre de points marqués entre les équipes concernées,
5. Plus grand nombre de buts marqués de plein jeu.

## Premier tour

### Classement
Légende :
- Finale
- Match pour la 3e place

| Rang | Équipe           | Pts | J | G | N | P | Bp | Bc | Diff |  | Résultats        |  |     |     |     |      |     |
| ---- | ---------------- | --- | - | - | - | - | -- | -- | ---- |  | ---------------- |  | --- | --- | --- | ---- | --- |
| 1    | Afrique du Sud T | 15  | 5 | 5 | 0 | 0 | 39 | 1  | +38  |  | Afrique du Sud T |  | 5-0 | 4-0 | 6-1 | 19-0 | 5-0 |
| 2    | Namibie H        | 12  | 5 | 4 | 0 | 1 | 25 | 7  | +18  |  | Zimbabwe         |  |     | 4-1 | 0-6 | 8-1  | 5-1 |
| 3    | Zimbabwe         | 9   | 5 | 3 | 0 | 2 | 17 | 14 | +3   |  | Kenya            |  |     |     | 0-3 | 1-1  | 0-0 |
| 4    | Ouganda          | 4   | 5 | 1 | 1 | 3 | 3  | 15 | -12  |  | Namibie H        |  |     |     |     | 11-1 | 4-0 |
| 5    | Kenya            | 2   | 5 | 0 | 2 | 3 | 2  | 12 | -10  |  | Zambie           |  |     |     |     |      | 1-2 |
| 6    | Zambie           | 1   | 5 | 0 | 1 | 4 | 4  | 41 | -37  |  | Ouganda          |  |     |     |     |      |     |

### Rencontres
| Match 1             | Afrique du Sud | 5 - 0 (forfait) | Ouganda |                                         |                                         |
| 18 avril 2025 09h00 |                |                 |         | Arbitrage : Irene Handura Haitham Selim | Arbitrage : Irene Handura Haitham Selim |
| 18 avril 2025 09h00 | Rapport        |                 |         | Arbitrage : Irene Handura Haitham Selim | Arbitrage : Irene Handura Haitham Selim |

| Match 2             | Zimbabwe                                                                         | 8 - 1   | Zambie       |                                         |                                         |
| 18 avril 2025 11h00 | Winsor 4e · Kambadza 17e, 43e · Matambo 26e, 47e · Elijah 34e, 55e · Nyaguze 54e | (3 - 1) | 13e Malokota | Arbitrage : Irene Handura Fatma Mahmoud | Arbitrage : Irene Handura Fatma Mahmoud |
| 18 avril 2025 11h00 | Rapport                                                                          |         |              | Arbitrage : Irene Handura Fatma Mahmoud | Arbitrage : Irene Handura Fatma Mahmoud |

| Match 3             | Namibie                      | 3 - 0   | Kenya |                                              |                                              |
| 18 avril 2025 15h00 | Kruger 19e · Semedo 41e, 47e | (1 - 0) |       | Arbitrage : Mari-Elize Swart Shahiela Johari | Arbitrage : Mari-Elize Swart Shahiela Johari |
| 18 avril 2025 15h00 | Rapport                      |         |       | Arbitrage : Mari-Elize Swart Shahiela Johari | Arbitrage : Mari-Elize Swart Shahiela Johari |

| Match 4             | Afrique du Sud | 19 - 0  | Zambie |                                          |                                          |
| 19 avril 2025 09h00 | Maree 7e, 19e, 33e, 42e · Phume 9e · Fairon 14e, 60e · Blaauw 16e · Mokoena 26e, 53e · Isaacs 32e · Spershott 33e, 39e, 51e · Vogel 49e · De la Rey 53e, 54e · Engelke 56e · Blows 57e | (6 - 0) |        | Arbitrage : Fatma Mahmoud Kenneth Tamale | Arbitrage : Fatma Mahmoud Kenneth Tamale |
| 19 avril 2025 09h00 | Rapport |         |        | Arbitrage : Fatma Mahmoud Kenneth Tamale | Arbitrage : Fatma Mahmoud Kenneth Tamale |

| Match 5             | Namibie                                                              | 6 - 0   | Zimbabwe |                                           |                                           |
| 19 avril 2025 17h00 | Bezuidenhout 5e, 11e · Karsten 14e, 41e · Kruger 27e · Neethling 35e | (4 - 0) |          | Arbitrage : Mari-Elize Swart Linah Barasa | Arbitrage : Mari-Elize Swart Linah Barasa |
| 19 avril 2025 17h00 | Rapport                                                              |         |          | Arbitrage : Mari-Elize Swart Linah Barasa | Arbitrage : Mari-Elize Swart Linah Barasa |

| Match 6             | Ouganda | 0 - 0 | Kenya |                                           |                                           |
| 19 avril 2025 19h00 |         |       |       | Arbitrage : Irene Handura Shahiela Johari | Arbitrage : Irene Handura Shahiela Johari |
| 19 avril 2025 19h00 | Rapport |       |       | Arbitrage : Irene Handura Shahiela Johari | Arbitrage : Irene Handura Shahiela Johari |

| Match 7             | Ouganda    | 1 - 5   | Zimbabwe                                                   |                                        |                                        |
| 21 avril 2025 09h00 | Natabo 42e | (0 - 2) | 7e Elijah · 30e Orford · 43e Tozana · 53e, 58e Munyawarara | Arbitrage : Irene Handura Linah Barasa | Arbitrage : Irene Handura Linah Barasa |
| 21 avril 2025 09h00 | Rapport    |         |                                                            | Arbitrage : Irene Handura Linah Barasa | Arbitrage : Irene Handura Linah Barasa |

| Match 8             | Kenya   | 0 - 4   | Afrique du Sud                                    |                                            |                                            |
| 21 avril 2025 15h00 |         | (0 - 2) | 2e Isaacs · 13e Salis · 49e Maree · 58e Spershott | Arbitrage : Shahiela Johari Kenneth Tamale | Arbitrage : Shahiela Johari Kenneth Tamale |
| 21 avril 2025 15h00 | Rapport |         |                                                   | Arbitrage : Shahiela Johari Kenneth Tamale | Arbitrage : Shahiela Johari Kenneth Tamale |

| Match 9             | Namibie | 11 - 1  | Zambie    |                                            |                                            |
| 21 avril 2025 19h00 | Philander 4e, 49e · Karsten 5e, 20e · Higgs 8e · Neethling 14e, 35e, 45e · M. Coetzee 29e · Rowles 52e, 53e | (6 - 0) | 57e Chaya | Arbitrage : Mari-Elize Swart Fatma Mahmoud | Arbitrage : Mari-Elize Swart Fatma Mahmoud |
| 21 avril 2025 19h00 | Rapport |         |           | Arbitrage : Mari-Elize Swart Fatma Mahmoud | Arbitrage : Mari-Elize Swart Fatma Mahmoud |

| Match 10            | Zimbabwe | 0 - 5   | Afrique du Sud                                                              |                                          |                                          |
| 22 avril 2025 09h00 |          | (0 - 1) | 8e Salis · 39e De la Rey · 51e Maree · 52e Janse van Vuuren · 54e Spershott | Arbitrage : Irene Handura Kenneth Tamale | Arbitrage : Irene Handura Kenneth Tamale |
| 22 avril 2025 09h00 | Rapport  |         |                                                                             | Arbitrage : Irene Handura Kenneth Tamale | Arbitrage : Irene Handura Kenneth Tamale |

| Match 11            | Zambie     | 1 - 1   | Kenya        |                                              |                                              |
| 22 avril 2025 15h00 | Kaluba 59e | (0 - 1) | 26e Mwagandi | Arbitrage : Shahiela Johari Mari-Elize Swart | Arbitrage : Shahiela Johari Mari-Elize Swart |
| 22 avril 2025 15h00 | Rapport    |         |              | Arbitrage : Shahiela Johari Mari-Elize Swart | Arbitrage : Shahiela Johari Mari-Elize Swart |

| Match 12            | Namibie                                               | 4 - 0   | Ouganda |                                        |                                        |
| 22 avril 2025 19h00 | Malan 3e · Kruger 8e · M. Coetzee 41e · Neethling 54e | (2 - 0) |         | Arbitrage : Fatma Mahmoud Linah Barasa | Arbitrage : Fatma Mahmoud Linah Barasa |
| 22 avril 2025 19h00 | Rapport                                               |         |         | Arbitrage : Fatma Mahmoud Linah Barasa | Arbitrage : Fatma Mahmoud Linah Barasa |

| Match 13            | Zambie       | 1 - 2   | Ouganda                |                                         |                                         |
| 24 avril 2025 09h00 | B. Mwale 57e | (0 - 2) | 3e Alimo · 17e Temaiya | Arbitrage : Irene Handura Fatma Mahmoud | Arbitrage : Irene Handura Fatma Mahmoud |
| 24 avril 2025 09h00 | Rapport      |         |                        | Arbitrage : Irene Handura Fatma Mahmoud | Arbitrage : Irene Handura Fatma Mahmoud |

| Match 14            | Kenya          | 1 - 4   | Zimbabwe                                   |                                             |                                             |
| 24 avril 2025 13h00 | Namachanja 18e | (1 - 1) | 9e, 52e Elijah · 55e Kambadza · 60e Orford | Arbitrage : Mari-Elize Swart Kenneth Tamale | Arbitrage : Mari-Elize Swart Kenneth Tamale |
| 24 avril 2025 13h00 | Rapport        |         |                                            | Arbitrage : Mari-Elize Swart Kenneth Tamale | Arbitrage : Mari-Elize Swart Kenneth Tamale |

| Match 15            | Namibie     | 1 - 6   | Afrique du Sud                                                 |                                          |                                          |
| 24 avril 2025 15h00 | Karsten 43e | (0 - 2) | 12e, 49e De la Rey · 24e Mokoena · 31e, 35e Maree · 38e Isaacs | Arbitrage : Shahiela Johari Linah Barasa | Arbitrage : Shahiela Johari Linah Barasa |
| 24 avril 2025 15h00 | Rapport     |         |                                                                | Arbitrage : Shahiela Johari Linah Barasa | Arbitrage : Shahiela Johari Linah Barasa |

## Deuxième tour

### Match pour la3eplace
| Match 16            | Zimbabwe                                                              | 6 - 1   | Ouganda    |                                            |                                            |
| 25 avril 2025 12h15 | Elijah 8e · Nyaguze 23e · Tozana 29e, 50e · Matambo 40e · Mushavi 48e | (3 - 0) | 59e Nakato | Arbitrage : Irene Handura Mari-Elize Swart | Arbitrage : Irene Handura Mari-Elize Swart |
| 25 avril 2025 12h15 | Rapport                                                               |         |            | Arbitrage : Irene Handura Mari-Elize Swart | Arbitrage : Irene Handura Mari-Elize Swart |

### Finale
| Match 17            | Namibie | 0 - 5   | Afrique du Sud                                |                                           |                                           |
| 25 avril 2025 16h45 |         | (0 - 1) | 21e, 34e Maree · 33e, 56e Mokoena · 43e Blows | Arbitrage : Shahiela Johari Fatma Mahmoud | Arbitrage : Shahiela Johari Fatma Mahmoud |
| 25 avril 2025 16h45 | Rapport |         |                                               | Arbitrage : Shahiela Johari Fatma Mahmoud | Arbitrage : Shahiela Johari Fatma Mahmoud |

## Statistiques

### Buteuses

#### 10 buts
- Caylin Maree

#### 6 buts
- Tinodiwanashe Elijah

#### 5 buts
- Mia Karsten
- Marika Neethling
- Teshawn de la Rey
- Ntsopa Mokoena
- Germarie Spershott

#### 3 buts
- Maryke Kruger
- Paris-Gail Isaacs
- Panaka Kambadza
- Mufarowashe Matambo
- Amber Tozana

#### 2 buts
- Onique Bezuidenhout
- Marlene Coetzee
- Azaylee Philander
- Alice Rowles
- Tisha Semedo
- Jenna Blaauw
- Baylee Engelke
- Ané Janse van Vuuren
- Reabetswe Phume
- Angele Vogel
- Jodie Blows
- Amber Fairon
- Paige Salis
- Tawana Munyawarara
- Nyasha Nyaguze
- Jessica Orford

#### 1 but
- Brenda Mwagandi
- Daina Namachanja
- Annica Higgs
- Milah Malan
- Jolly Alimo
- Janet Nakato
- Noeline Natabo
- Nelly Temaiya
- Natasha Malokota
- Beatrice Mwale
- Memory Chaya
- Christine Kaluba
- Ruvarashe Mushavi
- Rebeca Winsor

### Classement final
| Rang                        | Équipe           | J | G | N | P | BP | BC | Diff | Pts |
| --------------------------- | ---------------- | - | - | - | - | -- | -- | ---- | --- |
| Médaille d'or, Afrique      | Afrique du Sud T | 6 | 6 | 0 | 0 | 44 | 1  | +43  | 18  |
| Médaille d'argent, Afrique  | Namibie H        | 6 | 4 | 0 | 2 | 25 | 12 | +13  | 12  |
| Médaille de bronze, Afrique | Zimbabwe         | 6 | 4 | 0 | 2 | 23 | 15 | +8   | 12  |
| 4                           | Ouganda          | 6 | 1 | 1 | 4 | 4  | 21 | -17  | 4   |
| Éliminés au premier tour    |                  |   |   |   |   |    |    |      |     |
| 5                           | Kenya            | 5 | 0 | 2 | 3 | 2  | 12 | -10  | 2   |
| 6                           | Zambie           | 5 | 0 | 1 | 4 | 4  | 41 | -37  | 1   |

|  | Nation qualifiée pour la Coupe du monde espoirs 2025 en tant que les 3 meilleures équipes continentales |